# Palácio do Congresso Nacional
Palácio do Congresso Nacional (portugisiska: [paˈlasiu du kõˈɡɾɛsu nasiuˈnaw], ’Nationalkongressens palats’), officiellt Palácio Nereu Ramos är den federala lagstiftande församlingens, Nationalkongressens, byggnad i Brasília i Brasilien. 
Kongressbyggnaden ritades av Oscar Niemeyer på uppdrag av president Juscelino Kubitchek och invigdes 21 april 1960 tillsammans med den nya huvudstaden Brasília. Den ligger vid änden av Eixo Monumental, avenyn som bildar centrallinje i Brasílias ursprungliga stadsplan (Plano piloto) samt vid torget Praça dos Três Poderes (De tre makternas plats). Här finns även president- och regeringskansliet (Palácio do Planalto) och högsta domstolen (Supremo Tribunal da Justiça).
Byggnadens bas är en horisontell plattform som till vänster bär senatskammaren (överhuset, Senado Federal) i form av en konkav kupol och till höger deputeradekammaren (underhuset, Câmara dos Deputados), som en konvex kupol. I mitten reser sig två etthundra meter höga tvillingtorn med administrativa utrymmen. Från Praça dos Três Poderes leder en ramp upp till byggnaden.

## Över- och underhusens kammare
Vid utformningen av de två kamrarnas byggnader inspirerades Niemeyer av den traditionella funktionen hos över- och underhusen i ett tvåkammarsystem.   
Senatens slutna kupol är låg och vilar tungt och stadigt mot marken. Konstruktionen symboliserar lugn, eftertanke, erfarenhet och överhusets mer långsiktiga och bromsande roll i lagstiftandet, inte direkt kopplad till den aktuella folkopinionen. Senatens 81 ledamöter väljs på åtta år och representerar delstaterna i federationen.  

Deputeradekammarens byggnad är större och mer framträdande. Som ett stort fat öppnar den sig mot himlen för att ta in det brasilianska folkets önskningar och idéer om framtiden och landet. De 513 deputeradeledamöterna representerar det brasilianska folket och väljs på fyra år. 

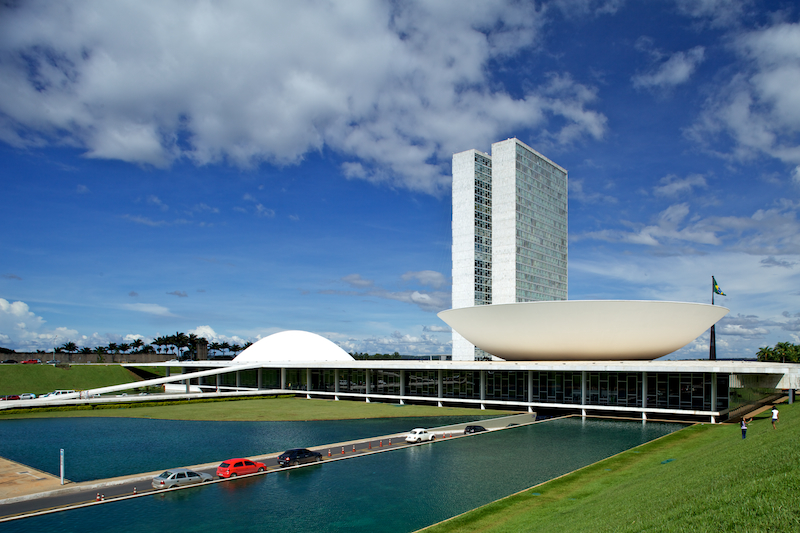
Kongressbyggnaden från Praça dos Três Poderes
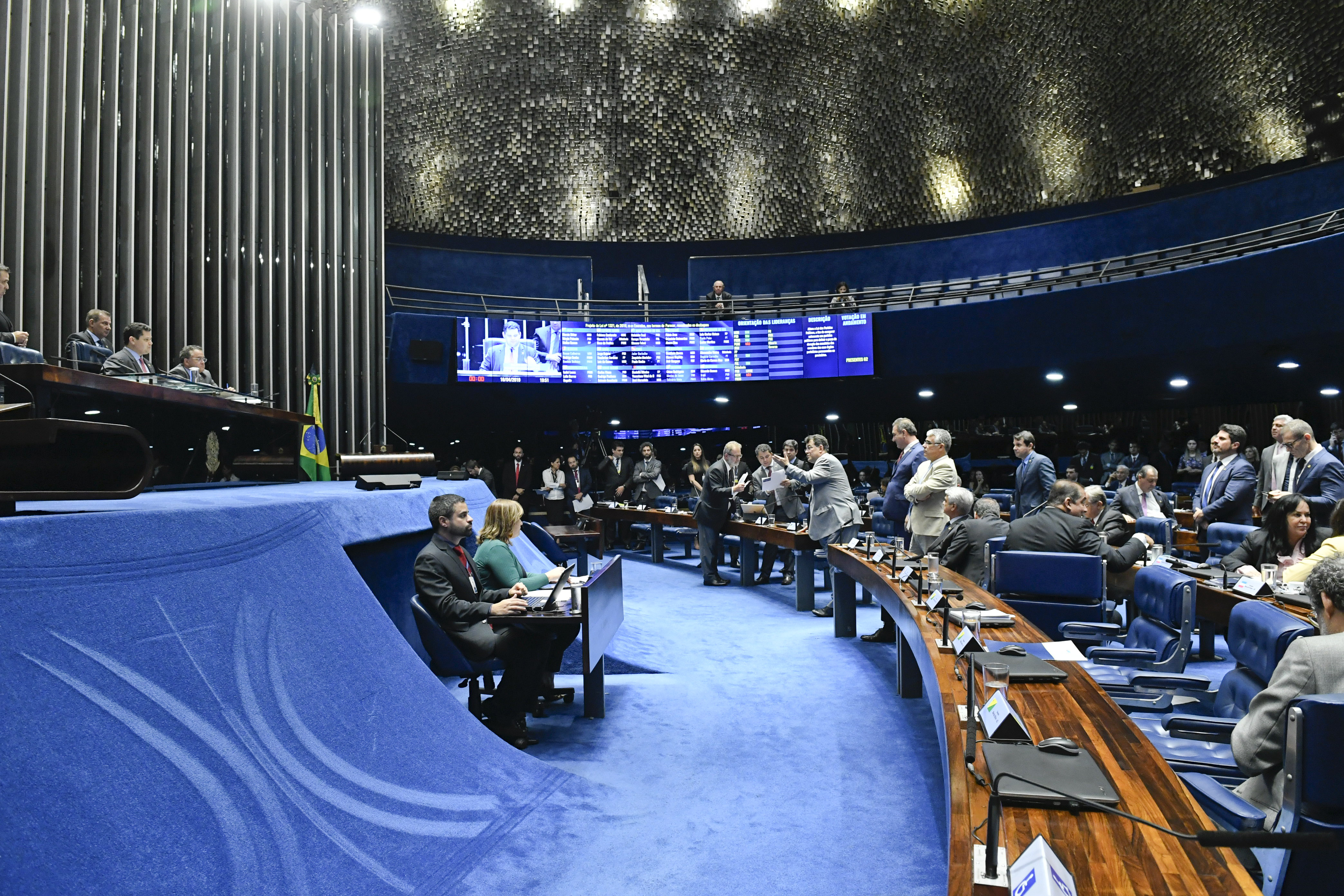
Senatskammaren
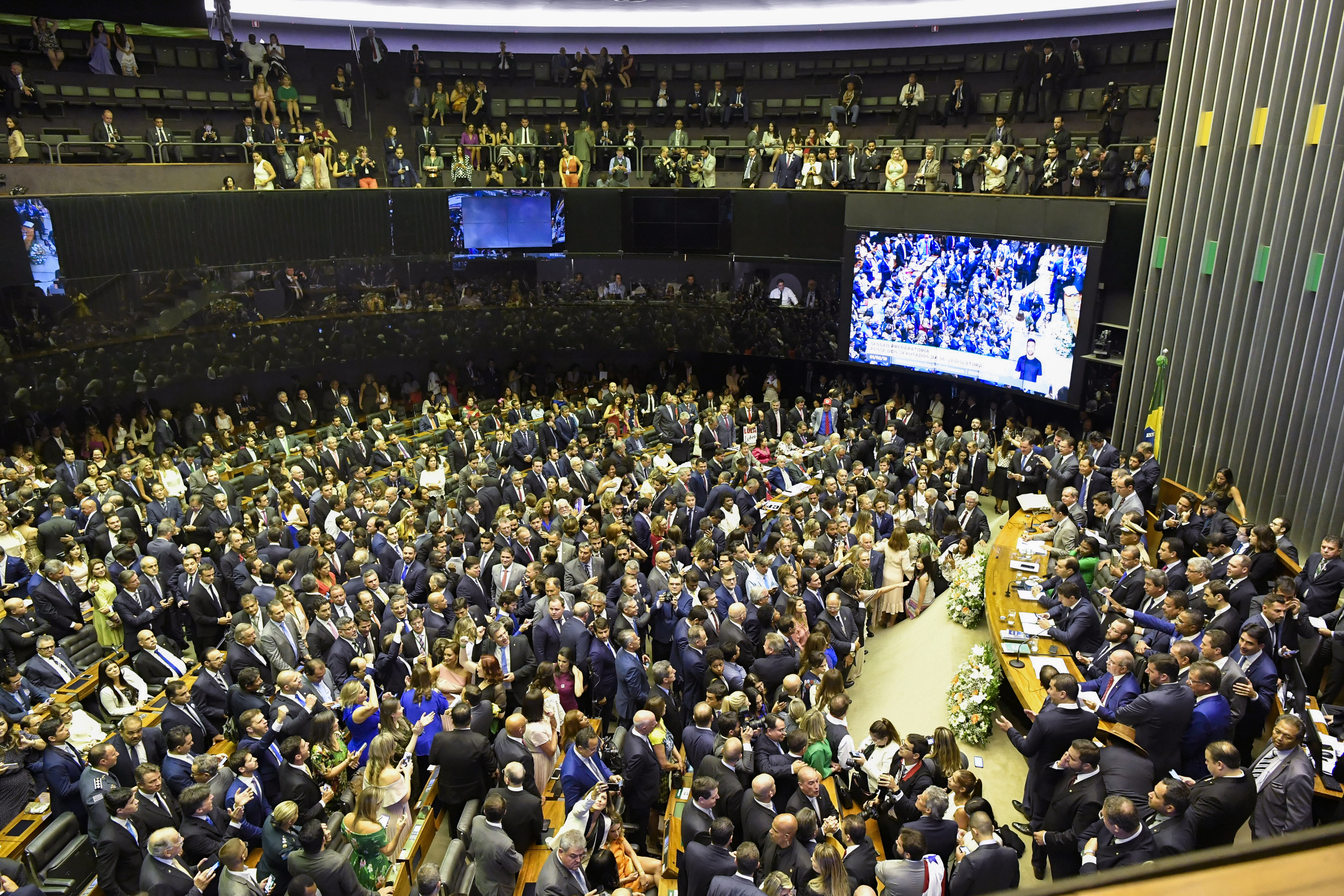
Deputeradekammaren